# Раменский, Леонтий Григорьевич
Лео́нтий Григо́рьевич Раме́нский (1884—1953) — русский и советский ботаник, геоботаник, эколог растений и географ. Доктор биологических наук.
Один из основоположников учения о морфологии географического ландшафта, согласно которому географический ландшафт — конкретная территория, однородная по своему происхождению и истории развития, обладающая единым геологическим фундаментом, однотипным рельефом, общим климатом, единообразным сочетанием гидротермических условий, почв, биоценозов и закономерным набором морфологических частей.
Будучи одним из основателей теории континуальности растительного покрова, Раменский считал, что каждый вид индивидуально распределён в пространстве и по-своему приходит и уходит из сообщества при его изменении, растительность — это непрерывное явление, многомерный непрерывный объект. По Раменскому, растительность — непрерывная мозаика популяций видов растений, связанных условиями среды.
Изучал естественные кормовые угодья Советского Союза; в 1932 возглавил их инвентаризацию в масштабе СССР. Работы Раменского в области экологии и индикационной геоботанике получили широкое признание и способствовали рациональному использованию сенокосов и пастбищ.

## Путь в науке
Леонтий Раменский родился в Санкт-Петербурге в еврейской семье. Учился в Петроградском университете (окончил в 1916).
В 1908 в составе ботанического отдела принял участие в Камчатской экспедиции Ф. П. Рябушинского, исследовал болота и озёра, изучал мхи и водоросли, собирал коллекции материалов по этим группам, помогал вести метеорологические наблюдения, сделал подробное описание озёр Ближнего, Дальнего, Ничикинского и Халактырского, а также Паратунской тундры.
Совместно с другими участниками экспедиции обследовал Тарьинскую бухту, Паратунскую долину и Паратунские ключи, Корякский вулкан, Авачинскую тундру и окрестности Халактырского озера.
С 1911 по 1928 работал в Воронежской губернии (в том числе в Воронежском университете),
С 1928 — в Государственном институте луговой и болотной культуры (ныне Всероссийский научно-исследовательский институт кормов имени В. Р. Вильямса).
В 1932—1934 под руководством Л. Г. Раменского была проведена инвентаризация естественных кормовых угодий; были обобщены сведения о площадях отдельных типов лугов в областях и республиках.
1935 — доктор биологических наук.

## Названы в честь Л. Г. Раменского
Именем Леонтия Григорьевича в 1966 назван географический объект в Антарктиде — скала Раменского (Земля Королевы Мод, 71°46′ ю.ш., 12°32′ в.д., открыта и нанесена на карту в 1961 году, название присвоено в 1966 году).
Вид растения: Carex ramenskii Kom. (1914) — Осока Раменского.

## Семья
Дочь — М. Л. Раменская (1915—1991), советский учёный-ботаник, доктор биологических наук.

## Печатные труды
- Раменский Л. Г. О сравнительном методе экологического изучения растительных сообществ // Дневник XII съезда русских естествоиспытателей и врачей. — СПб., 1910. — Вып. 7. — С. 389—390.
- Раменский Л. Г. Основные закономерности растительного покрова и методы их изучения // Вестник опытного дела Средне-Чернозёмной области. Январь — февраль. — Воронеж: Обл. редакция издат. к-та Нар. комиссариата земледелия, 1924. — С. 37—73.
- Раменский Л. Г. Проективный учёт и описание растительности. — М.: Ин-т луговой и болотной культуры, 1929.
- Раменский Л. Г. О принципиальных установках, основных понятиях и терминах производственной типологии земель, геоботаники и экологии // Сов. ботаника. — 1935. — № 4. — С. 25—42.
- Раменский Л. Г. Учёт и описание растительности (на основе проективного метода). — М.: Издательство Всесоюзной академии сельскохозяйственных наук, 1937
- Раменский Л. Г. Введение в комплексное почвенно-геоботаническое исследование земель. — М.: Сельхозгиз, 1938.
- Раменский Л. Г. и др. Экологическая оценка кормовых угодий по растительному покрову. — М.: Сельхозгиз, 1956.
- Раменский Л. Г. Проблемы и методы изучения растительного покрова. Избранные работы. — Л.: Наука, 1971.